# Yūko Kakihara
Yūko Kakihara (柿原 優子 Kakihara Yūko?, Prefectura de Osaka) es una guionista de anime japonés. Es conocida por escribir los guiones de las adaptaciones al anime de Sora no Otoshimono, Aikatsu Stars!, Giji Harem, Ao no Hako y Dragon Ball Daima entre otros.

## Trayectoria
Kakihara es originaria de la ciudad de Osaka, en la Prefectura de Osaka. Se graduó de la Facultad de Letras de la Universidad de Kwansei Gakuin. Kakihara forma parte de la empresa Scenario Studio Gekkō, y es miembro de la Asociación de Guionistas de Japón.
Debutó como guionista de anime en 2004, en el sexto episodio de la serie de televisión Viewtiful Joe producida por Group TAC. En 2006, realizó su primer trabajo como guionista principal, encargandose de la composición de la serie de televisión Otogi Jūshi Akazukin producida por Madhouse y Group TAC. Participa con frecuencia en obras junto a Toshimitsu Takeuchi, Kōki Hirota y Ayako Katō.

## Trabajos

### Anime

#### Series de televisión
| Año  | Anime                                              | Estudio                       | Funciones                                                                                   | Refs.                |
| ---- | -------------------------------------------------- | ----------------------------- | ------------------------------------------------------------------------------------------- | -------------------- |
| 2004 | Viewtiful Joe                                      | Group TAC                     | Guionista (#6, 9, 15, 21, 28, 34, 45, 47)                                                   | [ 4 ]                |
| 2006 | Kage kara Mamoru!                                  | Group TAC                     | Guionista (#4, 7, 10)                                                                       | [ 5 ]                |
| 2006 | Otogi Jūshi Akazukin                               | Madhouse Group TAC            | Composición de la serie Guionista (#5-6, 11, 14, 17, 22-23, 28-29, 33-34, 37)               | [ 6 ]                |
| 2006 | Galaxy Angel Rune                                  | Satelight                     | Guionista (#6, 9, 11, 13)                                                                   | [ 7 ]                |
| 2007 | Seto no Hanayome                                   | Gonzo AIC                     | Guionista (#6, 8, 11, 15, 21-22, 25)                                                        | [ 8 ]                |
| 2007 | Kōtetsushin Jeeg                                   | Actas                         | Guionista (#6-7, 11)                                                                        | [ 9 ]                |
| 2007 | Kamichama Karin                                    | Satelight                     | Composición de la serie Guionista (#1-2, 7-8, 13, 16-17, 22, 25-26)                         | [ 10 ]               |
| 2007 | Taiho Shichau zo: Full Throttle                    | Studio Deen                   | Guionista (#6, 9, 18, 24)                                                                   | [ 11 ]               |
| 2007 | MapleStory                                         | Madhouse                      | Guionista (#15-16, 22)                                                                      | [ 12 ]               |
| 2008 | Special A                                          | Gonzo AIC                     | Guionista (#2, 7, 12, 17, 22)                                                               | [ 13 ]               |
| 2008 | Akaneiro ni Somaru Saka                            | TNK                           | Guionista (#2, 4, 9, 11)                                                                    | [ 14 ]               |
| 2008 | Stitch!                                            | Madhouse                      | Composición de la serie Guionista (#1-3, 6-7, 15-16, 21, 24-26)                             | [ 15 ]               |
| 2009 | Fresh Precure!                                     | Toei Animation                | Guionista (#5, 11, 17)                                                                      | [ 16 ]               |
| 2009 | Basquash!                                          | Satelight                     | Guionista (#9-10, 13, 22)                                                                   | [ 17 ]               |
| 2009 | Tayutama: Kiss on My Deity                         | Silver Link                   | Guionista (#3)                                                                              | [ 18 ]               |
| 2009 | Sora no Otoshimono                                 | AIC ASTA                      | Composición de la serie Guionista (#1-13)                                                   | [ 19 ]               |
| 2009 | Stitch!: Itazura Alien no Daibōken                 | Madhouse                      | Composición de la serie Guionista (#27, 52, 55)                                             | [ 20 ]               |
| 2010 | Sora no Otoshimono Forte                           | AIC ASTA                      | Composición de la serie Guionista (#1-12)                                                   | [ 21 ]               |
| 2011 | Jewelpet Sunshine                                  | Studio Comet                  | Composición de la serie Guionista (#1, 5, 9, 13, 19-20, 26, 35, 41, 51-52)                  | [ 22 ]               |
| 2011 | Chihayafuru                                        | Madhouse                      | Guionista (#1, 3, 15, 21)                                                                   | [ 23 ]               |
| 2011 | Persona 4 the Animation                            | AIC ASTA                      | Composición de la serie Guionista (#1-2, 5, 8, 12, 15, 18, 24-25)                           | [ 24 ]               |
| 2012 | Uchū Kyōdai                                        | A-1 Pictures                  | Guionista (#17)                                                                             | [ 25 ]               |
| 2012 | Sakamichi no Apollon                               | Tezuka Productions MAPPA      | Guionista (#2-12)                                                                           | [ 26 ]               |
| 2012 | Muv-Luv Alternative: Total Eclipse                 | Satelight lxtl                | Guionista (#6-7, 17)                                                                        | [ 27 ]               |
| 2012 | Aikatsu!                                           | Sunrise Bandai Namco Pictures | Composición de la serie Guionista (#129, 131, 137-138, 144, 152, 160)                       | [ 28 ] [ 29 ]        |
| 2013 | Chihayafuru 2                                      | Madhouse                      | Composición de la serie Guionista (#1, 3, 7, 9)                                             | [ 30 ]               |
| 2013 | Fantasista Doll                                    | Hoods Entertainment           | Asistente de composición de la serie Guionista (#1, 3-4)                                    | [ 31 ]               |
| 2013 | Machine Doll wa Kizutsukanai                       | Lerche                        | Composición de la serie Guionista (#1-4)                                                    | [ 32 ]               |
| 2015 | Kyōkai no Rinne                                    | Brain's Base                  | Guionista (#4, 9, 12-13, 18-19, 23)                                                         | [ 33 ]               |
| 2016 | Shōwa Genroku Rakugo Shinjū                        | Studio Deen                   | Guionista (#6, 10)                                                                          | [ 34 ]               |
| 2016 | Saijaku Muhai no Bahamut                           | Lerche                        | Composición de la serie Guionista (#1-3, 7, 12)                                             | [ 35 ]               |
| 2016 | Aikatsu Stars!                                     | Bandai Namco Pictures         | Composición de la serie Guionista (#1-2, 18, 25, 30, 35, 49, 51, 59, 68-69, 78, 85, 99-100) | [ 36 ]               |
| 2016 | Kyōkai no Rinne 2nd Season                         | Brain's Base                  | Guionista (#3, 9, 13, 17, 22)                                                               | [ 37 ]               |
| 2016 | Orange                                             | Telecom Animation Film        | Composición de la serie Guionista (#1-2, 5, 8, 13)                                          | [ 38 ]               |
| 2017 | Shōwa Genroku Rakugo Shinjū: Sukeroku Futatabi-hen | Studio Deen                   | Guionista (#8, 11)                                                                          | [ 39 ]               |
| 2017 | BanG Dream!                                        | Xebec Issen                   | Guionista (#9)                                                                              | [ 40 ]               |
| 2017 | Tsuki ga Kirei                                     | Feel                          | Composición de la serie Guionista (#1-12)                                                   | [ 41 ]               |
| 2017 | Kyōkai no Rinne 3rd Season                         | Brain's Base                  | Guionista (#4, 8, 10, 15, 21)                                                               | [ 42 ]               |
| 2017 | Nana Maru San Batsu                                | TMS Entertainment             | Composición de la serie Guionista (#1, 8, 12)                                               | [ 43 ]               |
| 2017 | Sengoku Night Blood                                | Typhoon Graphics              | Composición de la serie Guionista (#1-2, 5, 11-12)                                          | [ 44 ]               |
| 2018 | Gakuen Babysitters                                 | Brain's Base                  | Composición de la serie Guionista (#1-12)                                                   | [ 45 ]               |
| 2018 | Aikatsu Friends!                                   | Bandai Namco Pictures         | Composición de la serie Guionista (#1, 9, 16, 21, 28, 31, 38, 42)                           | [ 46 ]               |
| 2018 | Asobi Asobase                                      | Lerche                        | Composición de la serie Guionista (#1-12)                                                   | [ 47 ]               |
| 2018 | Hataraku Saibō                                     | David Production              | Composición de la serie Guionista (#1-6, 8-12)                                              | [ 48 ]               |
| 2018 | Irozuku Sekai no Ashita kara                       | P.A. Works                    | Composición de la serie Guionista (#1-6, 8, 11-13)                                          | [ 49 ]               |
| 2018 | Conception                                         | Gonzo                         | Composición de la serie Guionista (#1-2, 8)                                                 | [ 50 ]               |
| 2019 | BanG Dream! 2nd Season                             | Sanzigen                      | Guionista (#6)                                                                              | [ 51 ]               |
| 2019 | Aikatsu Friends!: Kagayaki no Jewel                | Bandai Namco Pictures         | Composición de la serie Guionista (#51, 75)                                                 | [ 52 ]               |
| 2019 | Ensemble Stars!                                    | David Production              | Guionista (#13, 19-20)                                                                      | [ 53 ]               |
| 2019 | Aikatsu on Parade!                                 | Bandai Namco Pictures         | Composición de la serie Guionista (#1, 9, 12, 18, 25)                                       | [ 54 ]               |
| 2019 | Mairimashita! Iruma-kun                            | Bandai Namco Pictures         | Guionista (#20-22)                                                                          | [ 55 ]               |
| 2019 | Chihayafuru 3                                      | Madhouse                      | Composición de la serie Guionista (#1-6, 9-10, 12-14, 15.5, 17-18, 20, 22-24)               | [ 56 ]               |
| 2019 | Pokémon Journeys: The Series                       | OLM                           | Guionista (#52, 55, 64, 76, 83, 97-98, 107)                                                 | [ 57 ]               |
| 2020 | BanG Dream! 3rd Season                             | Sanzigen                      | Guionista (#4)                                                                              | [ 58 ]               |
| 2021 | Hataraku Saibō!!                                   | David Production              | Composición de la serie Guionista (#4-8)                                                    | [ 59 ]               |
| 2021 | Shakunetsu Kabaddi                                 | TMS Entertainment             | Composición de la serie Guionista (#1-4, 6-7, 10, 12)                                       | [ 60 ]               |
| 2021 | Koi to Yobu ni wa Kimochi Warui                    | Nomad                         | Composición de la serie Guionista (#1-8, 11-12)                                             | [ 61 ] [ 62 ]        |
| 2021 | Shiroi Suna no Aquatope                            | P.A. Works                    | Composición de la serie Guionista (#1-3, 5, 7, 9, 12-13, 16, 20, 24)                        | [ 63 ]               |
| 2022 | Urusei Yatsura                                     | David Production              | Composición de la serie Guionista (#1-7, 10, 13, 15-16)                                     | [ 64 ]               |
| 2023 | Buddy Daddies                                      | P.A. Works                    | Composición de la serie Guionista (#1-6, 9-10)                                              | [ 65 ]               |
| 2023 | Ao no Orchestra                                    | Nippon Animation              | Composición de la serie Guionista (#1-10, 16-18, 23-24)                                     | [ 66 ]               |
| 2023 | Kusuriya no Hitorigoto                             | OLM Tōhō Animation Studio     | Gestión de guiones Guionista (#1, 4, 7, 11, 15, 19, 24)                                     | [ 67 ]               |
| 2024 | Urusei Yatsura Part 2                              | David Production              | Composición de la serie Guionista (#35, 41-46)                                              | [ 68 ] [ 69 ]        |
| 2024 | Giji Harem                                         | Nomad                         | Composición de la serie Guionista (#1-12)                                                   | [ 70 ] [ 71 ]        |
| 2024 | Ao no Hako                                         | Telecom Animation Film        | Composición de la serie Guionista (#1-25)                                                   | [ 72 ] [ 73 ] [ 74 ] |
| 2024 | Dragon Ball Daima                                  | Toei Animation                | Composición de la serie Guionista (#1-20)                                                   | [ 75 ]               |
| 2025 | Ameku Takao no Suiri Karte                         | Project No.9                  | Composición de la serie Guionista (#8-11)                                                   | [ 76 ]               |
| 2025 | Kusuriya no Hitorigoto 2nd Season                  | OLM Tōhō Animation Studio     | Gestión de guiones Guionista (#1, 4, 7, 10, 13, 16, 19, 22)                                 | [ 77 ]               |
| 2025 | Ao no Orchestra 2nd Season                         | Nippon Animation              | Composición de la serie                                                                     | [ 78 ]               |
| 2026 | Champignon no Majo                                 | Typhoon Graphics Qzil.la      | Composición de la serie                                                                     | [ 79 ]               |
| 2026 | MAO                                                | Sunrise                       | Composición de la serie                                                                     | [ 80 ]               |
| —    | Kekkaishi no Ichirinka                             | Troyca                        | Composición de la serie                                                                     | [ 81 ]               |

#### Películas
| Año  | Anime                                                                        | Estudio                | Funciones                         | Refs.  |
| ---- | ---------------------------------------------------------------------------- | ---------------------- | --------------------------------- | ------ |
| 2011 | Sora no Otoshimono: Tokeijikake no Angeloid                                  | AIC ASTA               | Guionista                         | [ 82 ] |
| 2012 | Persona 4 the Animation: The Factor of Hope                                  | AIC ASTA               | Guionista                         | [ 83 ] |
| 2014 | Sora no Otoshimono Final: Eternal My Master                                  | Production IMS         | Guionista                         | [ 84 ] |
| 2015 | Digimon Adventure tri. 1: Saikai                                             | Toei Animation         | Composición de la serie Guionista | [ 85 ] |
| 2016 | Digimon Adventure tri. 2: Ketsui                                             | Toei Animation         | Composición de la serie Guionista | [ 86 ] |
| 2016 | Aikatsu Stars! Movie                                                         | Bandai Namco Pictures  | Guionista                         | [ 87 ] |
| 2016 | Digimon Adventure tri. 3: Kokuhaku                                           | Toei Animation         | Composición de la serie Guionista | [ 88 ] |
| 2016 | Orange: Mirai                                                                | Telecom Animation Film | Guionista                         | [ 89 ] |
| 2017 | Digimon Adventure tri. 4: Sōshitsu                                           | Toei Animation         | Composición de la serie Guionista | [ 90 ] |
| 2017 | Digimon Adventure tri. 5: Kyōsei                                             | Toei Animation         | Composición de la serie Guionista | [ 91 ] |
| 2018 | Digimon Adventure tri. 6: Bokura no Mirai                                    | Toei Animation         | Composición de la serie Guionista | [ 92 ] |
| 2020 | Hataraku Saibō!!: Saikyō no Teki, Futatabi. Karada no Naka wa "Chō" Ōsawagi! | David Production       | Composición de la serie Guionista | [ 93 ] |
| 2024 | Trapezium                                                                    | CloverWorks            | Guionista                         | [ 94 ] |
| 2024 | Suki demo Kirai na Amanojaku                                                 | Studio Colorido        | Guionista                         | [ 95 ] |
| 2024 | Pui Pui Molcar the Movie: MOLMAX                                             | Monster's Egg          | Guionista                         | [ 96 ] |
| 2025 | Fushigi no Kuni de Alice to -Dive in Wonderland-                             | P.A. Works             | Guionista                         | [ 97 ] |

#### ONAs
| Año  | Anime                                   | Estudio               | Funciones                                            | Refs.   |
| ---- | --------------------------------------- | --------------------- | ---------------------------------------------------- | ------- |
| 2012 | Ebiten: Kōritsu Ebisugawa Kōkō Tenmonbu | AIC Classic           | Composición de la serie Guionista (#1-5, 7, 9-10)    | [ 98 ]  |
| 2020 | Aikatsu on Parade! (ONA)                | Bandai Namco Pictures | Composición de la serie                              | [ 99 ]  |
| 2024 | T.P BON                                 | Bones                 | Composición de la serie Guionista (#1-2, 5-6, 11-12) | [ 100 ] |

#### OVAs
| Año  | Anime                              | Estudio      | Funciones                         | Refs.   |
| ---- | ---------------------------------- | ------------ | --------------------------------- | ------- |
| 2010 | Sora no Otoshimono: Project Pink   | AIC ASTA     | Guionista                         | [ 101 ] |
| 2011 | Baby Princess 3D Paradise 0 [Love] | Studio Comet | Composición de la serie Guionista | [ 102 ] |

#### Especiales
| Año  | Anime                                                       | Estudio     | Funciones | Refs.   |
| ---- | ----------------------------------------------------------- | ----------- | --------- | ------- |
| 2008 | Taiho Shichau zo: Full Throttle - Watashitachi no Iru Basho | Studio Deen | Guionista | [ 103 ] |
| 2009 | Stitch!: Piko Kara no Chōsenjō                              | Madhouse    | Guionista | [ 104 ] |
| 2012 | Persona 4 the Animation: No One is Alone                    | AIC ASTA    | Guionista | [ 24 ]  |
| 2014 | Zephyr                                                      | Satelight   | Guionista | [ 105 ] |
| 2020 | Chihayafuru 3: Ima Hitotabi no                              | Madhouse    | Guionista | [ 106 ] |

### Manga
- Hataraku Kesshōban-chan (ilustrado por Yasu; 2019–2021)[107]

### Videojuegos
- Tokimeki Memorial Online (Guionista; 2006)[2]
- The Idolmaster (Guionista; 2008)[2]

### CD drama
- KimiKiss (Guionista; 2006)[2]
- The Idolmaster (Guionista; 2006)[2]